# 三分之一效應
三分之一效應，是人性心理學中的其中一個效應，屬於決策及選擇中產生的心理偏差。

## 概述
人類在決策及選擇時，當有3個或以上選項時，便會因傳統思維的局限而作出錯誤的判定。

## 例子
有個心理學家做了一個實驗：他平排放了3個筒，左邊及右邊的筒內有個正確字樣，而中間的筒內有個錯誤字樣，再讓試驗者抽取。研究顯示，大部份試驗者都抽取中間的筒。這樣證明了三分之一效應的存在。